# Acanthovalva bilineata
Acanthovalva bilineata is een vlinder van de familie van de spanners (Geometridae). De wetenschappelijke naam van deze soort is voor het eerst voorgesteld als Ematurga bilineata door William Warren in een publicatie uit 1895.

## Verspreiding
De soort komt voor in Zambia, Mozambique, Zimbabwe en Zuid-Afrika.

## Waardplanten
De rups leeft op soorten van het geslacht Thesium (Santalaceae).